# ماناسيه ماير
السير ماناسيه ماير (1843 - 1930) كان يهودي بغدادي ورجل أعمال بريطاني الجنسية وفاعل خير، وكان قائدًا ومقدمًا للطائفة اليهودية في سنغافورة.

## السيرة الذاتية
ولد في بغداد وتلقى تعليمه في كلكتا، وجاء إلى سنغافورة في عام 1861 وكان يتراوح عمره بين 15 وأستمر في تعليم اللغة الإنجليزية في معهد سانت جوزيف. كان خاله جوزيف رافائيل جوشوا قد أسس نفسه في سنغافورة وكان مفيداً في جلب ماناسيه وإخوته روبين وإلياس إلى سنغافورة. في عام 1864 عاد إلى كالكوتا للعمل مع عمه في الأعمال وكذلك لتعلم الأدبية العبرية والعربية. وأصبح هناك مبتدئًا في تدريب الكتب يساعد في أعمال عمّه الأم.
في عام 1867، كان عمره 21 عامًا قد غامر في بورما، ثم بعد الحكم الاستعماري البريطاني، بإنشاء شركة خاصة به. أحد المغامرين، في سنواته الأولى، كان ماير قد سافر عبر مصر وفلسطين والعراق وأوروبا والهند والصين واليابان.
عاد ماناسيه إلى سنغافورة في عام 1873 وأسس شركته الخاصة للأستيراد والتصدير المعروفة باسم ماير براذرز التي تعمل في تجارة الأفيون. نمت الشركة للسيطرة على جميع التجارة مع الهند، وتربطها جاليتان من اليهودية البغداديين المزدهرين في كلكتا وسنغافورة. رافائيل ساسون، المولود في حلب، ورائد يهودي آخر كان شريكه في الشركة، وفي وقت لاحق، كان هناك أيضًا وصيًا للكنيس اليهودي المغاوري في الجزيرة.
يصبح ماير ثرياً كبيراً، محسناً، وكان في حياته الزعيم المعترف به للجالية اليهودية البغدادية في سنغافورة. بعد أن شيد ثروته في الأفيون في البداية، توسّع إلى العقارات وزيد ثروته في العقارات في مستعمرة أستعمارية مزدهرة في سنغافورة بعد توقف التجارة. كان هو من بنى أول كتلة من الشقق في المدينة.
قام ماير ببناء العديد من المباني الأكثر شهرة في المدينة، مثل فندق أدلفي في شارع كولمان وفندق سي فيو في كاتونغ، والذي يحمل اسمه إلى الطريق الذي يقف عليه - ماير بوليفارد. هو ليس فقط واحد من أغنى الرجال في سنغافورة، في وقت من الأوقات كان يعتقد بأنه يمتلك ثلاثة أرباع الجزيرة.
بعد أن ثبت نفسه كرجل أعمال تحول إلى العمل الخيري. أعطى بسخاء للأعمال الخيرية داخل وخارج مجتمعه. ساعدت أعماله في وضع أساس قوة سنغافورة في تعليم النخبة. بدأ بصندوق ماناسيه ماير الذي أفاد المؤسسات التعليمية وكان أحد المانحين الرئيسيين لكلية رافليس، المعروفة الآن باسم جامعة سنغافورة الوطنية، وإحدى مؤسستين للتعليم العالي التي شكلت فيما بعد جامعة مالايا.
مواطن بريطاني مجنس، وكان حريصاً على إظهار الولاء للإمبراطورية البريطانية ويكون المواطن العام. كان ماير مفوضاً للبلدية من 1893 إلى 1900 وعضواً في مجلس العملة. كما ساهم بسخاء من ثروته نحو المجهود الحربي من 1915 إلى 1919..
كانت أعظم أعماله داخل الجالية اليهودية حيث كان اليهود البغداديين من أكثر المتبرعين سخاء في سنغافورة. والمسؤولين عن إقامة كنيسين يهوديين في سنغافورة - كنيس ماجين ابوث وكنيس تشيسيد-إيل. تم فتح تشيسيد-إيل، المفضل لديه، في عام 1905 لعائلته وغيرها من العائلات اليهودية البغدادية.
جنباً إلى جنب مع ثلاثة يهود أثرياء آخرين، أشترى ماير قطعة كبيرة من الأرض في طريق مولمين مقابل 5,407.12$ للمقبرة اليهودية. كما أشترى ماير قطعة الأرض المجاورة مقابل 8,681,40$، وبعد أن حجز قطعة أرض لنفسه ولزوجته الثانية، ريبيكا، قدمها للمجتمع. توفيت زوجته ريبيكا في عام 1915.
كان السير ماناسيه ماير قد حصل على لقب فارس في عام 1929 من قبل البريطانيين لمساهمته السخية في المجتمع. توفي في عام 1930.

## اليهودية والصهيونية
على الرغم من أنه نشأ في سنغافورة وولد في بغداد، إلا أنه كان جزءًا من شبكة التجارة الأنتقالية المتلاحمة من اليهود البغداديين في آسيا والتي توحدها اللغة والأسرة والتجارة والإيمان. ومع ذلك، لم يفقد ماير علاقاته مع الشرق الأوسط.
ظل ماير مرتبطًا ارتباطًا وثيقًا بالمؤسسة الدينية اليهودية في بغداد، وكُتب عليه نشر أحد كتب الحاخام يوسف حاييم، المعروف باسم بن ييش هاي، والذي كان ينظر إليه كمرشده الروحي. ملهماً من تركيز بن ييش هاي على دعم الجالية اليهودية المتنامية في فلسطين، أصبح صهيونياً ملتزماً. خلال حياته، تم نقل بروتوكول الصهيونية لمؤسسة البغدادي الدينية مثل هذا الخزي، تم نقل بن ييش حاي، إلى دعم نشاط الحركة الصهيونية التي أسسها ثيودور هرتزل.
في عام 1900 سافر إلى القدس مع بناته من أجل «غرس حب صهيون.» في عام 1922 أصبح ماير الرئيس المؤسس للمنظمة الصهيونية في سنغافورة. كان منزله يعرف بـ «خلية النحل» للنشاط الصهيوني في آسيا. في عام 1922 استضاف ألبرت أينشتاين أثناء سفره عبر الجاليات اليهودية البغدادية في آسيا للحصول على الدعم المالي الجامعة العبرية في القدس. بمقارنته مع الحاكم اليوناني القديم المشهور بثروته، وصف ألبرت أينشتاين ماير على هذا النحو:
لا يزال كرويسوس رجلًا نحيلًا وعموديًا يبلغ من العمر ثمانين عامًا يتمتع بإرادة قوية. لحية صغيرة رمادية اللون مدببة، وجه أحمر ضارب إلى الحمرة، أنف يهودي ضيق، عينين ذكية إلى حد ما، قبعة سوداء صغيرة على جبين مقوس بشكل جيد.
كان ماير أن يكون أحد المانحين الرئيسيين للجامعة العبرية. كما دعم مدرسة ومعبد يهودي للبغداديين في فلسطين. حاخام من فلسطين سيشرف على مراسم تشييع جنازته في كنيس تشيسيد-إيل.

## الأرث
خلف ماناسيه ماير ثلاثة أبناء وأربعة بنات. بعد وفاته رعت موزيل نسيم، أبنة ماير، إنشاء مدرسة في كفر فيتكين في فلسطين الإلزامية آنذاك.
ما زال ميراث ماير موجودًا في سنغافورة. ولا يزال الكنيسان مستمران في العمل، مما يوفر حجر الزاوية لمجتمع مزدهر. في هذه الأثناء، لا تزال المؤسسات التعليمية اليهودية التي تحمل اسمه تعمل.
أعيد تسمية مدرسة السير ماناسيه ماير الدولية، التي سميت في الأصل بمركز غانينو التعليمي، تكريماً له في عام 2008. وهي مدرسة نهارية يهودية تلبي أحتياجات الأطفال من 18 شهراً إلى الصف السابع.

## وصلات خارجية
- الجالية اليهودية في سنغافورة
- السير ماناسيه ماير